# VROOOM
VROOOM is een hoofdstuk apart in de geschiedenis van de Britse groep King Crimson (hierna KC). Na Three of a Perfect Pair ging ieder lid van deze groep zijns weegs. Op 7 januari 1994 werd het plan opgevat om KC nieuw leven in te blazen; de oprichting van deze MK5 vindt plaats op 18 april 1994. De opnamen van VROOOM vinden plaats te Woodstock (New York) in de Applehead Studios.

De naam is een onomatopee die symbool staat voor de onvermijdelijke en meedogenloze voortgang,

## The VROOOM Sessions
Dit is een album in de reeks van fanclubuitgaven van KC. Tot oktober 1999 waren alleen live-opnames verschenen; dit is het eerste album dat is opgenomen in de studio. Het album bestaat uit probeersels en gedachtenkronkels  om uiteindelijk tot een album te komen. De MK5 bestaat uit het door Fripp geïntroduceerde dubbeltrio:
- Robert Fripp – gitaar, soundscapes
- Adrian Belew – gitaar
- Trey Gunn – stick
- Tony Levin – Chapman Stick en basgitaar
- Pat Mastelotto – Bill Bruford-drums.

### Tracks
De opnames bestaan uit repetities voordat de definitieve albumopnames begonnen en twee opnames toen de plaatopnames al van start waren gegaan:
1. Bass Groove (21 april)
2. Fashionable (20 april)
3. Monster Jam (opnamedag 4 mei)
4. Slow mellow (26 april)
5. Krim 3 (26 april)
6. Funky Jam (opnamedag 4 mei)
7. Bill & Tony (28 april)
8. No Question asked (23 april)
9. Adrian’s Clouds (22 april)
10. Calliope (23 april)
11. One Time (28 april)
12. Booga Looga (23 april)

Wat wel vaker bij dit soort albums speelt, is dat ook de onderlinge opmerkingen zijn opgenomen.

## VROOOM
Op 4 mei 1994 beginnen de definitieve opnamen voor wat later een ep zou worden; VROOOM wordt de opmaat voor THRAK. De opnamen duren 3 dagen, dus 7 mei is alles achter de rug; van 7 tot 22 juli wordt er gemixt.

### Musici
Zie boven.

### Composities
1. VROOOM (7:19)
2. Sex Sleep Eat Drink Dream (4:42)
3. Cage (1:35)
4. Thrak (7:18)
5. When I say stop, continue (5:18)
6. One Time (4:28)

## Trivia
- De track VROOOM blijkt later in twee stukken te vallen; het eigenlijke VROOOM met een Coda.

Jaren 60: mei, juni 1969; Marquee Londen · 5 juli 1969; Hyde Park Londen · 21/22 november 1969; San Francisco
Jaren 70: 11 mei 1971; Plymouth · 10 augustus 1971; Marquee Londen · 16 oktober 1971; Brighton · 13 december 1971; Detroit · 26 februari 1972: Jacksonville · 27 februari 1972;Orlando · 12 maart 1972; Denver radio · 13 maart 1972; Denver live · 27 maart 1972; Boston · 13 oktober 1972; Frankfurt am Main · 17 oktober 1972; Bremen · 13 november 1972; Guildford · 15 november 1973; Zürich · 29 maart 1974; Heidelberg · 30 maart 1974; Mainz · 1 april 1974: Kassel · 24 juni 1974, Toronto· 1 juli 1974, New York
Jaren 80: 30 april 1981; Bath · 30 juli 1982; Philadelphia · 2 augustus 1982; New York · 13 augustus 1982; Berkeley · 25 augustus 1982; Cap D’Agde · 29 september 1982; München · 17-30 januari 1983; studiowerk · mei-november 1983
Jaren 90: VROOOM sessies;april/mei 1994; studio · 1 juli 1995; Wiltern · 20-25 november 1995; Broadway · 29 november 1995; Chicago · 26 augustus 1996; 2e maal Philadelphia · mei 1997; Nashville studio · 1-4 december 1997 (P1) · 4 juni 1998; Chicago (P2) · 1 juli 1998; Northampton (P2) · 1 november 1998; San Francisco (P4) · 25 maart 1999; Austin (P3)
Jaren vanaf 2000: 11 juni 2000; Warschau · 9/10 november 2001; Nashville live · 3 maart 2003: Alexandria (P3) · april 2003 · najaar 2003; Japan · 20 juni 2003; Milaan · 16 november 2003; New Haven ·  28 juni 2017; Chicago